# Plaza María Eva Duarte de Perón
La Plaza Plaza María Eva Duarte de Perón ocupa terrenos cedidos por el emprendimiento Madero Harbour, ubicada en el Dique 1 de Puerto Madero, ciudad de Buenos Aires. Se trata de una plaza privada de uso público construida por la desarrolladora que preside Alejandro Ginevra en un terreno de 3 hectáreas. Es un espacio verde, modélico por su diseño y equipamiento, cuyo mantenimiento estará a cargo de Gnvgroup de la inmobiliaria Gnvgroup y que fue inaugurado el 26 de noviembre de 2008.
La  plaza cuenta con una superficie total de 28.500 m² de espacio verde y 6500 m² de veredas, conformando un parque de circulación activa en que destaca la diversidad de flora, tanto ornamental como de arboledas que incluyen especies frutales entre otras.
Contiene numerosos lugares de encuentro y un importante sector de juegos para niños, con un área para quienes tienen capacidades reducidas, baños públicos y sala de máquinas. En 2014 se denunció que tanto esta como otras plazas de Puerto Madero, por ejemplo el parque Mujeres Argentinas, padecían un estado de mantenimiento deficiente y presentaban roturas del mobiliario urbano.